# 安康站 (庆尚北道)
安康站（：／ Angang yeok */?）是東海線沿線的一座鐵路車站，位於韓國庆尚北道庆州市安康邑，有無窮花號列車停靠。

## 車站結構
站體為2面4線的雙島式月台。

### 月台配置
| ↑ 西慶州    |
| ２ \| １ \| |
| 浦項 ↓      |

| 月台 | 路線          | 車種     | 目的地              |
| ---- | ------------- | -------- | ------------------- |
| 1    | 東海線 大邱線 | 無窮花號 | 往 浦項方向         |
| 2    | 東海線 大邱線 | 無窮花號 | 往 釜田、東大邱方向 |

## 历史
- 1918年10月31日，落成使用。
- 2016年12月30日，编入东海本线，迁至距起点站（釜山镇站）126.3公里处[1][2]。

## 相鄰車站
韓國鐵道公社
東海線
士方－安康－良子洞